# 氣體常數
| R的值                   | 單位                  |
| ----------------------- | --------------------- |
| 8.31446261815324        | J·K−1·mol−1常用       |
| 0.082057338(47)         | L·atm·K−1·mol−1 常用  |
| 8.2057338(47)×10-5      | m³·atm·K−1·mol−1      |
| 8.3144598(48)           | cm3·MPa·K−1·mol−1     |
| 8.3144598(48)           | L·kPa·K−1·mol−1       |
| 8.3144598(48)           | m3·Pa·K−1·mol−1       |
| 62.363585(36) (約=62.4) | L·mmHg·K−1·mol−1 常用 |
| 62.363577(36)           | L·Torr·K−1·mol−1      |
| 83.144598               | L·mbar·K−1·mol−1      |
| 1.9872036(11)           | cal·K−1·mol−1         |

氣體常數（又稱理想氣體常數、普适氣體常數，符號為{\displaystyle R}）是一個在物態方程式中聯係各個熱力學函數的物理常數。

## 使用的方程式
理想氣體常數出現於最簡單的物態方程，理想氣體定律，如下：
{\displaystyle p={RT \over {\tilde {V}}}}
其中：
- {\displaystyle p}為一理想氣體的壓力
- {\displaystyle T}為其溫度
- {\displaystyle {\tilde {V}}}為其摩爾體積

此式亦能被寫成：
{\displaystyle \qquad pV=nRT}
其中：
- {\displaystyle V}為氣體佔有的體積
- {\displaystyle n}為氣體的物质的量

{\displaystyle R}同時也出現在能斯特方程及勞侖茲-勞侖次方程中。
在國際單位制基本單位的重新定義後，其值為一精準數字：
{\displaystyle R=8.31446261815324} J/(K·mol)。

## 波茲曼常數
波茲曼常數{\displaystyle K_{B}}（多記為{\displaystyle K}）可以被用作其他形式的理想氣體常數，在純用粒子而不用摩爾計算時適用；其因數僅為阿伏伽德罗数，寫成：
{\displaystyle k_{B}={\frac {R}{N_{A}}}}
可以將理想氣體定律寫成直接用波茲曼常數表示的形式：
{\displaystyle \qquad PV=Nk_{B}T}
其中{\displaystyle N=nN_{A}}是實際的粒子數。

## 個別氣體常數
一種或多種氣體混合物的個別氣體常數（{\displaystyle {\bar {R}}}）可從通用氣體常數求出，只需除以氣體或混合物的摩爾質量（{\displaystyle M}）。
{\displaystyle {\bar {R}}={\frac {R}{M}}}
只用符號R去代表個別氣體常數也是相當普遍的。在這種情況下看{\displaystyle R}的內容與單位應該可以弄清它是哪種氣體常數。例如在音速的方程中，通常是用個別氣體常數表示的。
空氣的個別氣體常數為：
{\displaystyle R_{\mathrm {dry\,air} }=287.05{\frac {\mbox{J}}{{\mbox{kg}}\cdot {\mbox{K}}}}}

## 美國標準大氣層模型
美國標準大氣層模型1976 (USSA1976)將通用氣體常數（{\displaystyle R}）定為：
{\displaystyle R=8.31432\times 10^{3}{\frac {\mathrm {N\cdot m} }{\mathrm {kmol\cdot K} }}}
但是USSA1976亦指出這個值不符合亞佛加厥常數及波茲曼常數的引用值。但是，USSA1976仍然使用這個R值去計算標準大氣壓。這個差在準確度上並不重要。當使用ISO的R值時，計算出的氣壓於11,000米時只多出了0.62帕斯卡（即相等於只是0.172米的差）及20,000米時多了0.292帕斯卡（即相等於只是0.338米的差）。

## 另見
- 波茲曼常數
- 理想氣體方程式